# Leo Johansson
Leo Rickard Josef Johansson (Vaggeryd, 30 giugno 1999) è un fondista svedese.

## Biografia
Johansson, originario di Tofteryd di Vaggeryd e attivo dal novembre del 2015, ha esordito in Coppa del Mondo il 29 gennaio 2021 a Falun (55º in una 15 km) e ai Giochi olimpici invernali a Pechino 2022, dove si è classificato 39º nella 50 km e 37º nello skiathlon; il 3 dicembre 2023 ha conquistato il primo podio in Coppa del Mondo, a Gällivare in staffetta (2º). Non ha preso parte a rassegne iridate.

## Palmarès

### Coppa del Mondo
- Miglior piazzamento in classifica generale: 46º nel 2024
- 1 podio (a squadre):
  - 1 secondo posto